# Asier Martínez
Pour les articles homonymes, voir Martínez.
Asier Martínez (né le 22 avril 2000 à Zizur Mayor) est un athlète espagnol, spécialiste du 110 mètres haies, champion d'Europe à Munich en 2022.

## Biographie
Asier Martínez se classe quatrième du 60 mètres haies lors des championnats d'Europe en salle 2021, en portant son record personnel à 7 s 60. En juin 2021, il remporte le 110 m haies de la Super Ligue des championnats d'Europe par équipes. En juillet 2021, il est sacré champion d'Europe espoir à Tallinn, en s'imposant dans le temps de 13 s 34.
Il atteint la finale du 110 mètres haies des Jeux olympiques de 2020 à Tokyo en réalisant un nouveau record personnel en demi-finale en 13 s 27.
L'Espagnol décroche la médaille de bronze du 110 m haies lors des championnats du monde 2022 à Eugene, devancé par les Américains Grant Holloway et Trey Cunningham. Il porte à cette occasion son record personnel à 13 s 17.
Lors des Championnats d'Europe d'athlétisme 2022 à Munich, il s'adjuge le titre en 13 s 14, record personnel, en devançant d'un millième de seconde seulement le Français Pascal Martinot-Lagarde.

## Palmarès
| Date | Compétition                       | Lieu    | Épreuve | Résultat    | Temps   |
| ---- | --------------------------------- | ------- | ------- | ----------- | ------- |
| 2021 | Championnats d'Europe en salle    | Toruń   | 4e      | 110 m haies | 7 s 60  |
| 2021 | Championnats d'Europe par équipes | Chorzów | 1er     | 110 m haies | 13 s 43 |
| 2021 | Championnats d'Europe espoirs     | Tallinn | 1er     | 110 m haies | 13 s 34 |
| 2021 | Jeux olympiques                   | Tokyo   | 6e      | 110 m haies | 13 s 22 |
| 2022 | Championnats du monde             | Eugene  | 3e      | 110 m haies | 13 s 17 |
| 2022 | Championnats d'Europe             | Munich  | 1er     | 110 m haies | 13 s 14 |

## Records
| Épreuve     | Temps   | Lieu         | Date            |
| ----------- | ------- | ------------ | --------------- |
| 60 m haies  | 7 s 49  | Val-de-Reuil | 28 janvier 2024 |
| 110 m haies | 13 s 14 | Munich       | 17 août 2022    |